# Vince Rocco
Vincent Rocco (Woodbridge, 26 giugno 1987) è un ex hockeista su ghiaccio canadese naturalizzato italiano, di ruolo attaccante.

## Carriera

### Club
Rocco, dopo essere cresciuto nella lega giovanile canadese OPJHL con i Vaughan Vipers, giocò per quattro stagioni con la formazione universitaria della Niagara University, appartenente alla College Hockey America. Dal 2007 al 2009 fu nominato capitano della squadra, conquistando il titolo nella stagione 2007-2008. Nell'ultimo anno trascorso al college fece inoltre il suo debutto nel mondo professionistico in ECHL, vestendo la maglia dei Reading Royals. Pur giocando solo 7 partite totalizzò 9 punti frutto di 4 reti e di 5 assist. Non fu scelto al Draft NHL.
Il 15 agosto 2009 Rocco firmò un contratto di un anno con l'Alleghe Hockey, squadra italiana militante in Serie A. Al termine del campionato Vince totalizzò 44 punti in 40 incontri di stagione regolare, ricevendo nell'estate successiva il rinnovo del proprio contratto. Dopo un'altra stagione positiva dal punto di vista realizzativo nella primavera del 2011 fu riconfermato ancora dalla formazione veneta. Nell'estate del 2012 raggiunse nuovamente l'accordo con la società per rimanere il quarto anno consecutivo ad Alleghe.
Nell'estate del 2013 dopo quattro stagioni in Italia Rocco si trasferì in Svezia per giocare con l'IF Troja-Ljungby, squadra militante nell'Hockeyallsvenskan.
Al termine dell'esperienza svedese sospese definitivamente l'attività hockeistica, tornando in Canada.

### Nazionale
Dalla stagione 2011-2012 Vince Rocco poté essere convocato in Nazionale vantando origini italiane e due stagioni di militanza in Serie A. Dopo alcune presenze in Euro Ice Hockey Challenge nella primavera del 2012 fu convocato per il campionato mondiale giocato in Finlandia e Svezia. Nelle 7 partite disputate raccolse un assist. Nel 2013 prese parte al mondiale di Prima Divisione disputatosi in Ungheria. L'anno successivo partecipò al campionato mondiale disputatosi in Bielorussia.

## Palmarès

### Club
- College Hockey America: 1

Niagara University: 2007-2008

### Individuale
- CHA First All-Star Team: 1

2007-2008
- CHA Second All-Star Team: 1

2008-2009